# پیتر گیلبرت
پیتر گیلبرت (انگلیسی: Peter Gilbert؛ زادهٔ ۳۱ ژوئیهٔ ۱۹۸۳) بازیکن فوتبال اهل بریتانیا است.
از باشگاه‌هایی که در آن بازی کرده‌است می‌توان به باشگاه فوتبال شفیلد ونزدی، باشگاه فوتبال دونکستر راورز، باشگاه فوتبال اولدهام اتلتیک، باشگاه فوتبال ساوتند یونایتد، باشگاه فوتبال لینکولن سیتی، باشگاه فوتبال بیرمنگام سیتی، باشگاه فوتبال داگنم و ردبریج، باشگاه فوتبال پلیموث آرگیل، باشگاه فوتبال نورث‌همپتون تاون، و باشگاه فوتبال لستر سیتی اشاره کرد.
وی همچنین در تیم ملی فوتبال زیر ۲۱ سال ولز بازی کرده‌است.